# アクサイチン湖
アクサイチン湖（中国語: 阿克賽欽湖、拼音: Ākèsài Qīn Hú）は、中華人民共和国、パキスタン、およびインドの3か国が国境を接するカシミール地方のアクサイチンに位置する湖である。アクサイチンは中国が領有権を主張し、新疆ウイグル自治区のホータン地区の一部として実効支配しているが、インドも領有を主張している。 湖は崑崙山脈のすぐ南に位置している。 長さは約15キロメートル（9.3マイル）、幅は6-8キロメートル（3.7-5.0マイル）。湖水はアクサイチン川（阿克賽欽河）によって供給されている。
湖の南西約20キロメートル（12マイル）の所を、中国国道219号（新蔵公路とも呼ばれる）が通っている。 湖自体は新疆ウイグル自治区ホータン地区にあるが、湖が存在する盆地および流れ込むアクサイチン川の東半分はチベット自治区ガリ地区ルトク県にある。新疆ウイグル自治区とチベット自治区の境界が湖の東約20キロメートル（12マイル）を走っているためである。